# Oberamt Blaubeuren

Karte der württembergischen Oberämter, Stand 1926

Das Oberamt Blaubeuren war ein württembergischer Verwaltungsbezirk (auf beigefügter Karte #6), der 1934 in Kreis Blaubeuren umbenannt und 1938 aufgelöst wurde, wobei seine Gemeinden den Landkreisen Ehingen und Ulm zufielen. Allgemeine Bemerkungen zu württembergischen Oberämtern siehe Oberamt (Württemberg).

## Geschichte

Oberamt Blaubeuren, Gebietsstand 1813, mit den früheren Herrschafts- und Ämtergrenzen
Legende

Im 14. Jahrhundert erzeugte der Niedergang der Grafen von Helfenstein ein Machtvakuum in deren Stammland, dem zwischen Blau und oberer Fils gelegenen Teil der Schwäbischen Alb. Dies nutzte die aufstrebende Reichsstadt Ulm zur territorialen Expansion, während Württemberg sein Gebiet zunächst nicht über Münsingen und Laichingen hinaus vergrößern konnte. Erst 1447 gelang der Erwerb von Stadt und Herrschaft Blaubeuren, die als Amt Blaubeuren in den Verwaltungsaufbau eingefügt wurden. Mit diesem Besitz verbunden war auch die Vogtei über das wohlhabende Benediktinerkloster. Im Zuge der Reformation wurde das Kloster in eine evangelische Klosterschule umgewandelt, sein Besitz fortan als Klosteramt verwaltet.
Von den Umwälzungen der napoleonischen Zeit profitierte im Ulmer Raum zunächst Bayern, dem der Reichsdeputationshauptschluss 1803 das reichsstädtische Territorium zuteilte. Württemberg erhielt 1805 durch den Preßburger Frieden Schelklingen und Urspring, im folgenden Jahr mit der Rheinbundakte die deutschordische Herrschaft Arnegg. 1807 wurden Stadt- und Klosteroberamt Blaubeuren zum neuen Oberamt Blaubeuren verschmolzen, 1808 ein Teil des kurzlebigen Oberamts Urspring eingegliedert. 1810 trat Bayern per Staatsvertrag einen Großteil der 1803 erworbenen Gebiete an Württemberg ab, was dem Oberamt Blaubeuren erheblichen Gebietszuwachs im Norden und Osten einbrachte. Nachbarn des von 1818 bis 1924 dem Donaukreis zugeordneten Bezirks waren nach der Neuordnung die Oberämter Geislingen, Münsingen, Ehingen und Ulm.
Nach der Auflösung des Kreises Blaubeuren 1938 kamen fast alle Städte und Gemeinden zum Kreis Ulm, nur die Stadt Schelklingen und die Gemeinden Schmiechen und Hausen ob Urspring gingen an den Kreis Ehingen.

### Ehemalige Herrschaften
1813, nach Abschluss der Gebietsreform, setzte sich der Bezirk aus Bestandteilen zusammen, die im Jahr 1800 zu folgenden Herrschaften gehört hatten:
- Herzogtum Württemberg
  - Weltliches Oberamt („Stadtoberamt“) Blaubeuren: Stadt Blaubeuren, Asch, Beiningen, Berghülen mit Treffensbuch, Bühlenhausen, Gerhausen, Pappelau, Sonderbuch, Suppingen sowie die württembergischen Anteile von Markbronn, Dietingen und Wippingen;
  - Klosteroberamt Blaubeuren: das ehemalige Kloster Blaubeuren, Erstetten, Lautern, Machtolsheim, Seißen, Weiler sowie der württembergische Anteil von Ringingen.
- Vorderösterreich
Neben der Stadt Schelklingen stand auch das Kloster Urspring mit den Dörfern Hausen ob Urspring und Schmiechen und dem Weiler Sotzenhausen unter österreichischer Landeshoheit.
- Reichsstadt Ulm, „Untere Herrschaft“
  - Amt Bermaringen: Bermaringen, Scharenstetten, Radelstetten, Temmenhausen;
  - Amt Nellingen: Nellingen, Merklingen.
- Deutscher Orden
  - Kommende Altshausen: Herrschaft Arnegg mit Eggingen (2/3), Ermingen und Anteilen von Markbronn, Dietingen und Wippingen.
  - Kommende Ulm: Bollingen mit Böttingen, Anteile von Weidach und Wippingen.
- Kloster Elchingen, Pflegamt Tomerdingen: Tomerdingen, Dornstadt.
- Kloster Söflingen: Eggingen (1/3), Schaffelkingen, Anteil von Wippingen.
- Kloster Kaisheim: Aichen.
- Reichsritterschaft
Beim Ritterkanton Donau der schwäbischen Ritterschaft war die Herrschaft Herrlingen-Klingenstein der Freiherren von Bernhausen immatrikuliert.

Charakteristisch für das im Übergangsbereich zwischen württembergischem und österreichischem Einfluss, fernab der Machtzentren, gelegene Gebiet waren die vielen Kondominien. In Orten wie Markbronn-Dietingen, Wippingen und Weidach gelang es keinem der Grundherren, aus seinen Rechten die unbestrittene Landeshoheit abzuleiten; Dorfordnungen regelten die gemeinsame Herrschaft. Ein Extrembeispiel war Ringingen, das sich im Widerstreit der (zeitweise über zehn) Grundherren im Spätmittelalter zum Freiflecken entwickelte und diesen Status, ungeachtet der von Württemberg beanspruchten Landeshoheit, bis Anfang des 19. Jahrhunderts bewahren konnte.

## Gemeinden

### Einwohnerzahlen 1830
Folgende 32 Schultheißereien bzw. Gemeinden waren dem Oberamt Blaubeuren unterstellt:
| Nr. | frühere Gemeinde   | Einwohnerzahl 1830 | Einwohnerzahl 1830 | heutige Gemeinde |
| Nr. | frühere Gemeinde   | evangel.           | kathol.            | heutige Gemeinde |
| --- | ------------------ | ------------------ | ------------------ | ---------------- |
| 1   | Blaubeuren         | 1810               | 3                  | Blaubeuren       |
| 2   | Arneck 1           | –                  | 386                | Blaustein        |
| 3   | Asch               | 604                | –                  | Blaubeuren       |
| 4   | Beiningen          | 157                | –                  | Blaubeuren       |
| 5   | Berghülen          | 683                | –                  | Berghülen        |
| 6   | Bermaringen        | 716                | –                  | Blaustein        |
| 7   | Billenhausen 2     | 191                | –                  | Berghülen        |
| 8   | Bollingen          | –                  | 370                | Dornstadt        |
| 9   | Dornstatt 3        | –                  | 467                | Dornstadt        |
| 10  | Eckingen 4         | –                  | 256                | Ulm              |
| 11  | Ermingen           | –                  | 272                | Ulm              |
| 12  | Gerhausen          | 555                | –                  | Blaubeuren       |
| 13  | Hausen ob Urspring | –                  | 301                | Schelklingen     |
| 14  | Herrlingen         | –                  | 457                | Blaustein        |
| 15  | Klingenstein       | –                  | 298                | Blaustein        |
| 16  | Machtolsheim       | 634                | –                  | Laichingen       |
| 17  | Markbronn          | 181                | 84                 | Blaustein        |
| 18  | Merklingen         | 663                | –                  | Merklingen       |
| 19  | Nellingen          | 853                | –                  | Nellingen        |
| 20  | Pappelau           | 467                | –                  | Blaubeuren       |
| 21  | Radelstetten       | 113                | –                  | Lonsee           |
| 22  | Ringingen          | 2                  | 632                | Erbach           |
| 23  | Scharenstetten     | 439                | –                  | Dornstadt        |
| 24  | Schelklingen       | 17                 | 1055               | Schelklingen     |
| 25  | Schmiechen         | 7                  | 310                | Schelklingen     |
| 26  | Seißen             | 581                | –                  | Blaubeuren       |
| 27  | Sunderbuch 5       | 209                | –                  | Blaubeuren       |
| 28  | Suppingen          | 412                | –                  | Laichingen       |
| 29  | Themmenhausen 6    | 311                | –                  | Dornstadt        |
| 30  | Tomerdingen        | –                  | 740                | Dornstadt        |
| 31  | Weiler             | 242                | –                  | Blaubeuren       |
| 32  | Wippingen          | 296                | 85                 | Blaustein        |
|     | Summe              | 10,195             | 5,738              |                  |

heutige Schreibweise:
 1Arnegg,  2Bühlenhausen,  3Dornstadt,  4Eggingen,  5Sonderbuch,  6Temmenhausen

### Änderungen im Gemeindebestand seit 1813

Gemeinden und Markungen um 1860

Um 1830 wurde Radelstetten von Scharenstetten getrennt und zur selbständigen Gemeinde erhoben. Ebenfalls um 1830 wurde Erstetten von Ringingen nach Pappelau umgemeindet.
1834 wurde Sotzenhausen, das bis etwa 1825 zu Schmiechen und dann zu Schelklingen gehört hatte, nach Pappelau umgemeindet. Im selben Jahr wurde Muschenwang von Schmiechen nach Hausen ob Urspring umgemeindet.
1933 wurde Gleißenburg von Pappelau nach Blaubeuren umgemeindet.
1934 wurde Gerhausen mit Altental nach Blaubeuren eingemeindet.

## Amtsvorsteher
- 1788–1811: Friedrich Ludwig von Kauffmann (1765–1843)
- 1811–1838: Karl Heinrich Drescher (1783–?)
- 1838–1845: Christian Friedrich Schaible (1791–1845)
- 1846–1856: Philipp Gottlieb Osiander (1803–1876)
- 1856–1875: Ludwig Muff (1806–1882)
- 1876–1883: Carl von Huzel (1841–1904)
- 1883–1888: Gotthold Kuhn (1846–?)
- 1888–1892: Karl Seitz (1856–1944)
- 1892–1901: Otto Vogt (1856–1929)
- 1901–1919: Friedrich Bürner (1861–1926)
- 1919–1928: Karl Rilling (1869–1928)
- 1928–1933: Franz Bertsch (1868–1951)
- 1933–1938: Artur Fiederer (1881–1946)